# Франческо Баччіні
Франческо Баччіні (італ. Francesco Baccini) (Генуя, 4 жовтня 1960) — італійський співак.

## Біографія
З самого дитинства він займався музикою. До 20 років його цікавила тільки класика, але потім він став виконувати і легку сучасну музику і рок. Сьогодні він є представником «генуезької школи» авторської пісні. 1988 року випустив свій перший сингл під псевдонімом "Espressione Musica". Через рік з'явився його перший альбом «Cartoons», який отримав звання «відкриття року» в Saint Vincent і був названий «найкращим дебютом». З другого альбому Франческо починає співпрацювати з різними музикантами та виконавцями. Найбільш комерційно успішним став диск «Nomi e cognomi» (Імена та прізвища), що вийшов 1992 року. Наступний альбом «Nudo» (Голий) вийшов у 1993. Потім була перерва в декілька років. Популярність співака зменшується, альбом 1996 року «Baccini a colori» має успіх лише в колах фанатів. Звукозаписні компанії не хочуть підписувати з ним контракти. Альбом 2001 року "Forza Francesco» (Давай, Франческо) не продають взагалі. Але Франческо знайшов вихід для своєї творчої енергії, він почав грати в театрі. Він дебютував на сцені в 2004 році, виконуючи головну роль в мюзиклі "Orco Loco» (Божевільний орк). Вистава мала успіх у всіх великих театрах Італії. Новий альбом співак випускає у 2005 році — «Stasera teatro», через рік пісні з нього в новій обробці плюс кілька новинок з'являються в альбомі «Fra..gi..le». Пісня «Lettera da lontano» з нього стає найкращою піснею року. З цим альбомом Франческо вирушив у турне, яке пройшло з величезним успіхом. Наступна платівка «Dalla parte di Caino» (На стороні Каїна) 2007 року одержав нагороду на музичному Фестивалі у Лунеції за особливу музично-літературну цінність. Франческо пробує себе в кіно у 2008 році. Він знявся в головній ролі у фільмі Джузеппе Варлотта «Zoe».

## Альбоми
- 1989 — Cartoons
- 1990 — Il pianoforte non è il mio forte
- 1992 — Nomi e cognomi
- 1993 — Nudo (Francesco Baccini)
- 1996 — Baccini a colori
- 1999 — Nostra signora degli autogrill
- 2001 — Forza Francesco!
- 2005 — Stasera teatro!
- 2006 — Fra..gi..le
- 2007 — Dalla parte di Caino
- 2008 — Uniti
- 2012 — Baccini canta Tenco
- 2017 — Chewing gum blues
- 1997 — Baccini and Best Friends
- 2010 — Ci devi fare un goal
- 2003 — La notte non dormo mai — Live on tour 2002
- 2011 — Baccini canta Tenco
- 2014 — Solematto
- 2016 — Non fidarti di me
- 2017 — Ave Maria — Facci apparire
- 2017 — Le notti senza fine
- 2017 — Chewing gum blues